# Apodytes
Apodytes é um género com 35 espécies de plantas  pertencente à família Icacinaceae.

## Espécies seleccionadas
- Apodytes abbottii Potg. & A.E.van Wyk
- Apodytes acutifolia Hochst. ex A.Rich.
- Apodytes andamanica Kurz
- Apodytes bebile Labat, R.Rabev. & El-Achkar
- Apodytes beddomei Mast.